# 노이로스포렌
노이로스포렌(neurosporene)은 카로티노이드 색소이다. 라이코펜과 다양한 세균 카로티노이드 생합성의 중간체이다.